# Ewa Kantor
Ewa Maria Kantor (ur. 24 czerwca 1956 w Dębicy) – polska polityk, nauczycielka, posłanka na Sejm IV kadencji.

## Życiorys
W 1987 ukończyła studia na Wydziale Matematyczno-Fizyczno-Technicznym Wyższej Szkoły Pedagogicznej w Krakowie, a w 2000 studia podyplomowe z zarządzania i marketingu na wydziale zamiejscowym w Tarnowie Wyższej Szkoły Biznesu – National-Louis University w Nowym Sączu.
W 1981 rozpoczęła pracę jako nauczycielka w szkole podstawowej w Dębicy. Od 1990 do 1998 i od 1999 do 2001 pracowała w liceum w tym mieście. W 1998 do 1999 kierowała delegaturą kuratorium oświaty. W 1981 wstąpiła do NSZZ „Solidarność”. W wyborach samorządowych w 1998 bez powodzenia ubiegała się o mandat radnej sejmiku podkarpackiego z listy Akcji Wyborczej Solidarność. 
W wyborach parlamentarnych w 2001 otrzymała 5958 głosów, uzyskując mandat posłanki IV kadencji. Startowała z listy Ligi Polskich Rodzin w okręgu rzeszowskim. W kwietniu 2004 przeszła do koła poselskiego Dom Ojczysty (przystąpiła także do partii o tej nazwie, istniejącej do 2005). Zasiadała w Komisji Finansów Publicznych, Komisji Edukacji, Nauki i Młodzieży, Komisji Sprawiedliwości i Praw Człowieka oraz sejmowej komisji śledczej ds. prywatyzacji PZU. W 2005 z listy DO bez powodzenia ubiegała się o reelekcję (otrzymała 1249 głosów), a w 2013 (z własnego komitetu) o mandat senatora w wyborach uzupełniających w okręgu nr 55 (otrzymała 1617 głosów, tj. 2,76%, zajmując 4. miejsce spośród 7 kandydatów). Później związała się z Solidarną Polską, będąc kandydatką tej partii na liście PiS w wyborach do Sejmu w 2015. Z listy Prawa i Sprawiedliwości wystartowała również w wyborach parlamentarnych w 2023.